# Sezgi Sena Akay
Sezgi Sena Akay (* 31. Oktober 1991 in Istanbul) ist eine türkische Schauspielerin, Model und ehemalige Volleyballspielerin.

## Leben und Karriere
Sezgi Sena Akay wurde am 31. Oktober 1994 in Istanbul als Tochter tscherkessischer Eltern geboren. Sie besuchte das Erenköy Kız Anadolu Lisesi. Danach studierte sie an der Yeditepe Üniversitesi.
Akay begann schon in sehr jungem Alter Volleyball zu spielen. Sie spielte für Galatasaray Istanbul für fünf Jahre und später für Fenerbahçe SK für ein Jahr.
2012 wurde sie bei Best Model of Turkey Erste. Ihr Schauspieldebüt gab sie 2014 in der Fernsehserie Zeytin Tepesi. Von 2015 bis 2016 war sie in der Serie Acı Aşk zu sehen.
Anschließend spielte Akay in Muhteşem Yüzyıl: Kösem mit. Von 2017 bis 2018 wurde sie für die Serie Meryem gecastet. 2018 bekam sie in Hıçkırık eine Hauptrolle.

## Filmografie
Serien
- 2014: Zeytin Tepesi
- 2016–2017: Acı Aşk
- 2017: Muhteşem Yüzyıl: Kösem
- 2017–2018: Meryem
- 2018: Hıçkırık

Sendungen
- 2012: Beyaz Show
- 2015: Magazin Postası
- 2022: Cumartesi & Pazar Sürprizi